# Flugplatz Lamap

i7
i11
i13
Der Flugplatz Lamap (englisch Malekoula Airport, IATA-Code: LPM, ICAO-Code: NVSL) ist ein Flugplatz in der Nähe von Lamap auf der Insel Malekoula in der Provinz Malampa in Vanuatu. Er ist neben dem Flugplatz Norsup und dem Flugplatz South West Bay einer der drei Flugplätze der Insel. 

## Fluggesellschaften und Ziele
Der Flugplatz wird von Air Vanuatu vom Bauerfield Airport bedient.